# Доня Жрвниця
45°12′ пн. ш. 15°42′ сх. д. / 45.20° пн. ш. 15.70° сх. д.
Доня Жрвниця (хорв. Donja Žrvnica) — населений пункт у Хорватії, у Карловацькій жупанії у складі громади Цетинград.

## Населення
Населення за даними перепису 2011 року становило 4 осіб.
Динаміка чисельності населення поселення: